# Demircan
Demircan ist ein türkischer männlicher Vorname türkischer (demir) und persischer (can) Herkunft, der auch als Familienname auftritt.

## Namensträger

### Familienname
- Abdulaziz Demircan (* 1991), türkischer Fußballtorhüter
- Bahattin Demircan (* 1956), türkischer Fußballtorhüter und -trainer
- Ceyhun Demircan (* 1990), türkischer Fußballtorhüter
- Fethi Demircan (* 1938), türkischer Fußballtrainer
- Oktay Demircan (* 1989), türkischer Fußballspieler
- Sezai Demircan (* 1985), deutsch-türkischer Fußballspieler
- Suzan Demircan (* 1974), deutsche Schauspielerin